# Guitare hawaïenne

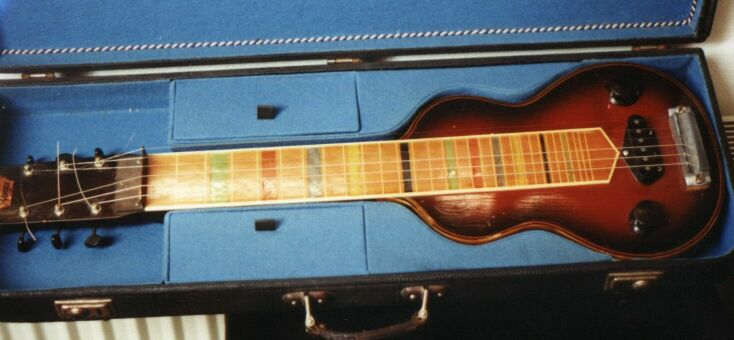
Guitare hawaïenne Roger.

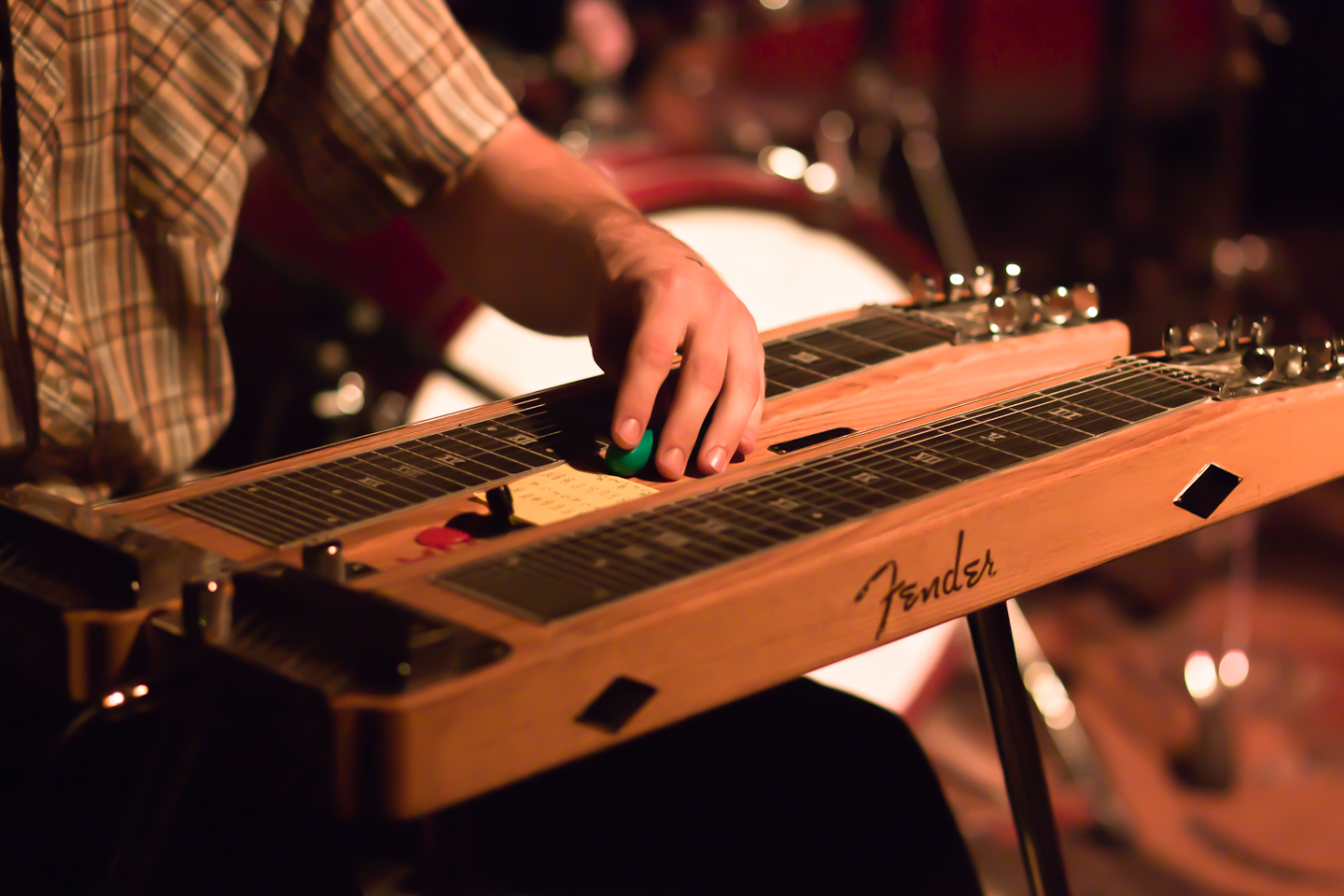
Double lap steel Fender Dual Professional.

Dotée de six cordes ou plus, la guitare hawaïenne est initialement une façon de jouer la guitare dont l'invention serait due vers 1880 à Joseph Kekuku, né à Laie (en), village d'Hawaï.
Les principales caractéristiques de l'instrument sont d'être (le plus souvent) posé à plat sur les genoux, et joué avec la main gauche faisant glisser sur les cordes un objet métallique ou en verre, présentant donc une certaine ressemblance avec le jeu slide des musiciens blues et folk, dont l'instrument est, semble-t-il, à l'origine. Sur le plan organologique, il faut souligner que l'action est nettement plus haute que celle de toute autre guitare, grâce au sillet de tête beaucoup plus élevé.

## Historique

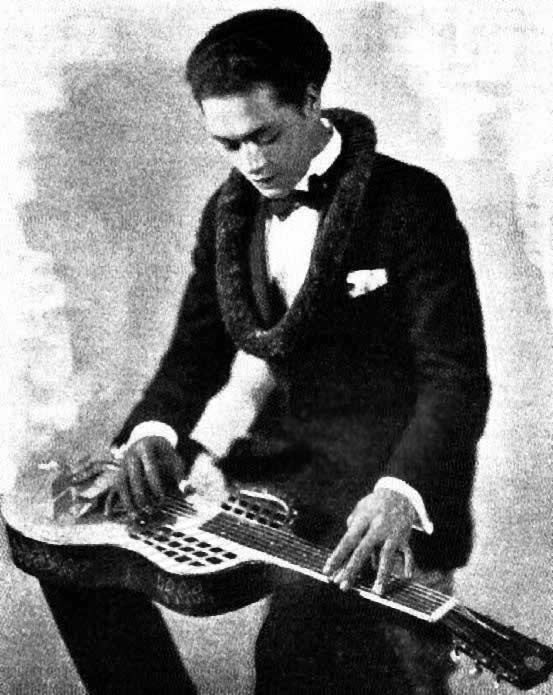
Le musicien hawaiien (vers 1928).

Rapportée aux États-Unis et en Europe par des marins portugais, elle fut notamment présentée au public américain lors de la Panama-Pacific International Exposition de San Francisco en 1915, en même temps que le ukulélé qui était déjà assez connu. La pratique de cette guitare s’est ensuite développée aux États-Unis et en Europe. Deux styles importants en ont découlé, le style country et le style hawaïen, mais la guitare hawaïenne s’est aussi introduite dans le jazz et le blues.
Sa sonorité est typique, avec notamment ses glissandos sur les notes finales des mesures.

### Musique folklorique d'Hawaï
Dans le folklore des îles provenant du peuple polynésien, tantôt aux mélodies lancinantes et relaxantes, tantôt aux rythmes vifs et enjoués, les instruments typiques d'Hawaï, qui l'accompagnement, sont les plus souvent :
- le ukulele, genre de petite guitare ;
- la flûte nasale (en) ;
- le vibraphone.

Elle est également associés aux chants, solistes ou, plus souvent, choraux.
De nombreux artistes effectuant de disques s'en inspirèrent en étendant cet instrument parfois des airs folkloriques à quelques airs de variétés.
Le "cliché" caractéristique de ce folklore et des spectacles s'associe aux belles "vahinés" dansant sur une plage de sable au lagon bleu pres de cocotiers et palmiers géants.

## Technique

### Organologie
Le type particulier de jeu pratiqué sur les guitares hawaïennes a poussé les luthiers à faire des modifications structurelles sur ces instruments : la main ne passant pas derrière le manche, le profilage du manche rond n'est plus nécessaire et est de section rectangulaire. La profondeur de la caisse a également été augmentée jusqu’à celle d'un manche creux permettant d'augmenter le volume de résonance, comme sur les modèles de Weissenborn.

### Techniques de jeu
La main gauche manie un cylindre ou une barre métallique avec des encoches pour les doigts (à ne pas confondre avec un bottleneck) ou encore une fine plaque métallique, glissée perpendiculairement aux cordes. La main droite peut être équipée d'onglets principalement sur le pouce, le majeur et l'index.
Les techniques hawaïennes font un emploi significatif des harmoniques, des glissandos, et de différentes battues à la main droite.
Les versions électriques, "lap steel guitar" et "console steel guitar" (communément appelées lap steel et console steel), possèdent un bouton de contrôle du volume qui permet de produire des effets sur l’enveloppe du son, par exemple en supprimant l’attaque.

### Accordage
Comme souvent dans les styles de jeu où les glissandos sont dominants, la guitare est accordée en « accord ouvert » (open-tuning), c'est-à-dire de façon que toutes les cordes jouées ensemble à vide donnent un accord spécifique, qu'il soit majeur, mineur, ou encore un accord de sixième, de septième voire d'une alternance d'intervalles de quintes et de quartes ou d'octaves.
Il existe de très nombreux accordages différents pour la guitare hawaïenne, presque autant que de musiciens. Pour un répertoire donné il existe plusieurs accordages adaptés, mais suivant le répertoire le musicien choisit de pouvoir passer d'un accordage à l'autre en minimisant les changements de corde (par exemple en passant de majeur à mineur, en n'ayant qu'une seule fois la tierce dans l'accord).

### Quelques artistes
- Deux musiciens emblématiques ont laissé une trace mémorable dans l'histoire de la guitare hawaïenne, Sol Hoopii et Roy Smeck dont le jeu fut de sa propre déclaration inspiré par le précédent[réf. nécessaire].
- Au cours des années 1920 et 1930, le duo Frank Ferera (it) et Anthony Franchini (en), ainsi que Gino Bordin, furent des guitaristes célèbres, enregistrant de nombreux 78 tours[réf. nécessaire].
- Au cours des années 1960, Harry King Kalapana, Rudi Wairata (en) ou Marcel Bianchi (de) et ses Hawaiians Beachcombers (également guitariste manouche), furent parmi les plus célèbres, enregistrant sur microsillons[réf. nécessaire].
- Ce type de guitare, toujours très pratiqué à Hawaï, a été remis à la mode ces dernières années par des musiciens tels que Bob Brozman[réf. nécessaire].